# Mateusz Taciak
Mateusz Taciak (19 de juny de 1984) és un ciclista polonès, professional des del 2009. Des del 2011 corre a l'equip CCC Sprandi Polkowice. En el seu palmarès destaca la victòria a la Szlakiem Grodów Piastowskich de 2014.

## Palmarès
- 2005
  - 1r a la Polònia-Ucraïna
- 2007
  - Vencedor d'una etapa al Tour d'Alsàcia
- 2008
  - 1r al Tour de Gévaudan Llenguadoc-Rosselló
  - 1r a la Polymultipliée lyonnaise
- 2009
  - 1r al Memorial Andrzej Trochanowski
  - Vencedor d'una etapa al Baltyk-Karkonosze Tour
- 2011
  - 1r al Memorial Józef Grundmann
  - Vencedor d'una etapa a la Volta al Llac Qinghai
- 2012
  - 1r a la Dookola Mazowsza
- 2013
  - 1r al Baltyk-Karkonosze Tour
- 2014
  - 1r a la Szlakiem Grodów Piastowskich
- 2016
  - 1r al Baltyk-Karkonosze Tour i vencedor d'una etapa
  - 1r al Małopolski Wyścig Górski
- 2018
  - 1r a la Szlakiem walk Major Hubal
  - Vencedor de 2 etapes a la Bałtyk-Karkonosze Tour